# Thomas Macdonough

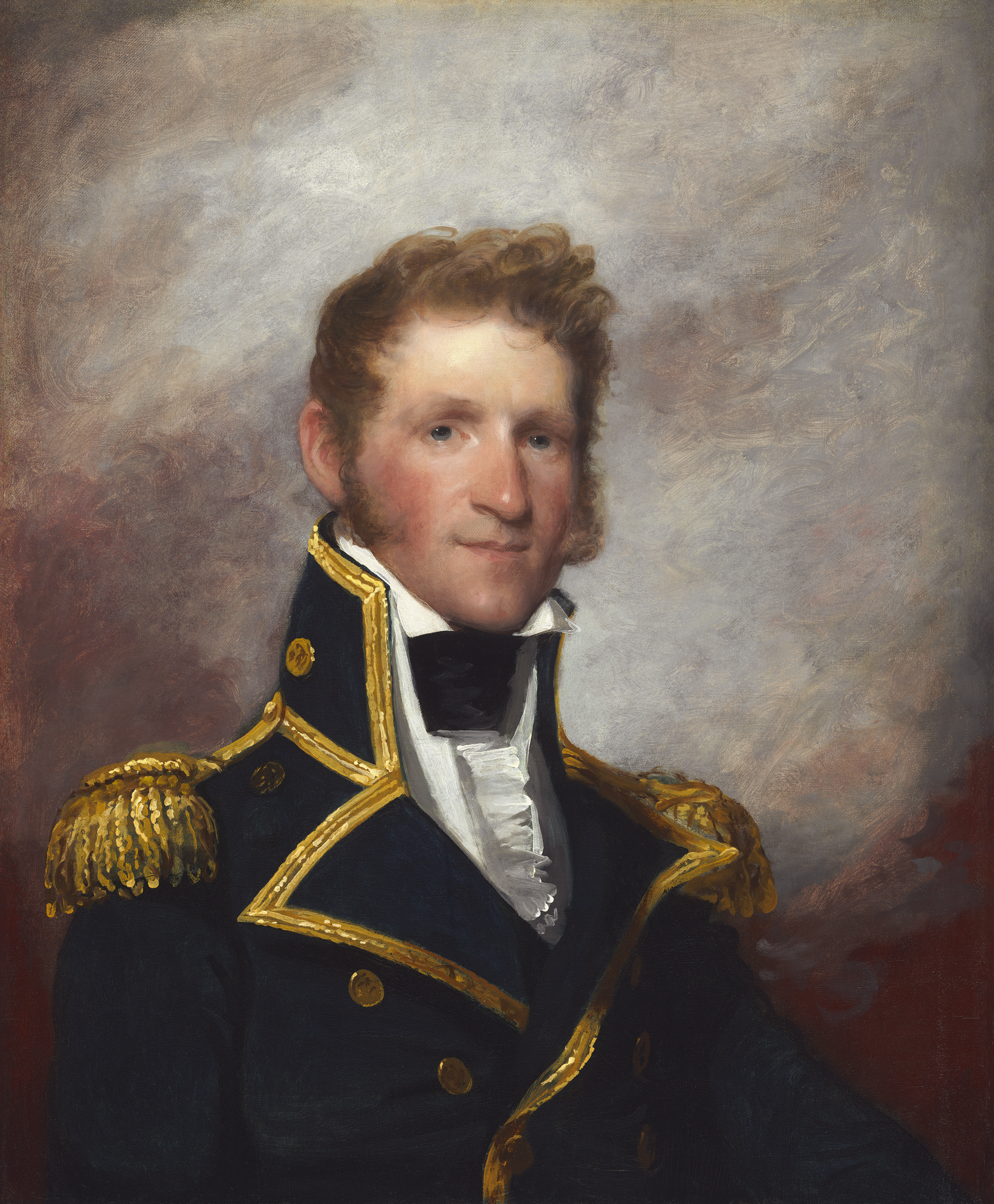
Thomas Macdonough

Thomas Macdonough Jr. (* 21. Dezember 1783 im New Castle County, Delaware; † 10. November 1825 auf See bei Gibraltar) war ein US-amerikanischer Marineoffizier, der vor allem durch seine Rolle im Krieg von 1812 mit Großbritannien Bekanntheit erreichte.

## Leben
Thomas Macdonough wurde auf dem Gebiet des heutigen Ortes MacDonough als Sohn des Arztes, Richters und Großgrundbesitzers Thomas MacDonough Sr. geboren. Sein älterer Bruder diente in der US Navy, musste aber um die Jahreswende 1799/1800 aus dem aktiven Dienst ausscheiden, nachdem er in einem Seegefecht des Quasi-Krieges mit Frankreich ein Bein verloren hatte. Thomas folgte dem Vorbild seines Bruders und trat am 5. Februar 1800 als Midshipman in die US Navy ein. Er diente zunächst an Bord einer Korvette mit 24 Kanonen, die in der Karibik französische Freibeuter und Handelsschiffe jagte und zwischen Mai und September 1800 drei gegnerische Schiffe aufbrachte. Nach dem Ende der Feindseligkeiten zwischen den USA und Frankreich wurde er auf die Fregatte Constellation (38 Kanonen) versetzt. An Bord dieses Schiffs nahm Macdonough am Ersten Barbareskenkrieg mit Tripolis teil und wurde 1803 zunächst auf die Fregatte Philadelphia (38 Kanonen) versetzt und kam – kurz bevor diese bei einem misslungenen Angriff auf den Hafen von Tripolis die Flagge streichen musste – am 31. Oktober auf die Sloop Enterprise unter dem Kommando von Leutnant Stephen Decatur. Unter dessen Führung beteiligte sich Macdonough am 6. Februar 1804 an einem kühnen Bootsangriff im Hafen von Tripolis, bei dem es gelang, das vom Gegner erbeutete Schiff in Brand zu stecken und zu vernichten.
Nachdem er für die Teilnahme an diesem Angriff die Beförderung zum Brevet-Leutnant erhalten hatte, diente Macdonough an Bord des Schoners Syren (16 Kanonen) und unter Isaac Hull beim Aufbau einer Kanonenbootflottille, bevor er 1806 endgültig den Rang eines Leutnants und das Kommando über die Sloop Wasp (18 Kanonen) erhielt. Mit dieser war er bis 1808 im Mittelmeerraum, Großbritannien und im Atlantik im Einsatz.
Nachdem er zwei Jahre lang vom Dienst beurlaubt gewesen war und in dieser Zeit einen britischen Ostindienfahrer kommandiert hatte, kehrte Macdonough kurz vor Ausbruch des Krieges von 1812 mit Großbritannien in den aktiven Dienst zurück. Da er zunächst auf der untätig im Hafen von Washington liegenden USS Constellation stationiert war, bat er um die Versetzung auf eine aktivere Position. Zunächst wurde er einer Kanonenbootflottille in Portland zugeteilt, bevor er im Oktober das Kommando über die Streitkräfte auf dem strategisch wichtigen Lake Champlain und am 24. Juli 1813 die Beförderung zum Master Commander erhielt. Sein Verband umfasste anfangs drei Sloops und zwei Kanonenboote und litt unter einem Mangel an erfahrenen Besatzungen und Nachschub aller Art, was durch den Verlust einer Sloop im August 1813 verschärft wurde. Macdonough gelang es, den Rüstungswettlauf gegen die unter ähnlichen Problemen leidenden Briten zu gewinnen und im Herbst dieses Jahres die Herrschaft über den Lake Champlain zu gewinnen.
Im Herbst des folgenden Jahres begannen britische Truppen unter Generalgouverneur Sir George Prevost einen großangelegten Vorstoß entlang des Lake Champlain in die USA, der von einer Flottille der Royal Navy unter Robert Downie flankiert wurde. Prevost brach jedoch seinen Vormarsch vor den von weit unterlegenen US-Truppen unter Brigadegeneral Alexander Macomb besetzten Stellungen bei Plattsburgh ab und erlaubte es den Amerikanern damit, sich auf den kommenden Angriff vorzubereiten. Prevost hielt es für unabdingbar, dass Macdonoughs Verband zerschlagen würde, und nötigte den zögernden Downie mit massivem Druck und dem Versprechen eines parallelen Angriffs an Land dazu, diesen anzugreifen. Der britische Verband war zwar auf dem Papier leicht überlegen, litt jedoch darunter, dass die Schiffe teilweise nicht fertiggestellt waren, Ausrüstung fehlte und die Besatzungen nicht eingefahren waren und teilweise aus Landsoldaten bestanden.
Macdonough ließ seine Schiffe in einer geschickt gewählten Position in Gefechtslinie in der Plattsburgh Bay ankern. Seine bis heute als vorbildlich betrachtete taktische Disposition erwies sich in der Schlacht bei Plattsburgh am 14. September 1814 als entscheidend. In einer erbitterten und für beide Seiten sehr verlustreichen Schlacht, in der MacDonough durch ein heruntergeschossenes Teil der Takelage bewusstlos geschlagen und sein Gegenpart Downie durch eine umstürzende Kanone getötet wurde, gewannen die Briten zunächst die Oberhand. MacDonough gelang es jedoch, sein zerschossenes Flaggschiff Saratoga mit Hilfe einer Seilkonstruktion so weit zu drehen, das sie vom Wind herumgeschwungen wurde und den schwer angeschlagenen gegnerischen Schiffen die bislang abgewandte und deshalb unbeschädigte andere Breitseite entgegensetzen konnte. Ein ähnliches Manöver auf dem britischen Flaggschiff, der Fregatte Confiance (37 Kanonen), misslang, weshalb das Schiff – auf dem am Ende nur noch fünf Besatzungsmitglieder gänzlich unverletzt gewesen sein sollen – nach zweistündigem Kampf die Flagge streichen musste. Auch die anderen drei Schiffe fielen dem Sieger in die Hände, lediglich die Kanonenboote entkamen. Ein wesentlicher Faktor des Erfolgs war allerdings, dass Prevost aus unbekannten Gründen den Downie versprochenen Angriff zu Land unterlassen hatte. Britisches Artilleriefeuer von Land her hätte die amerikanische Flottille zur Aufgabe ihrer vorteilhaften Position zwingen und damit unter Umständen einen anderen Ausgang der Schlacht bewirken können. Mit der ritterlichen Geste, den überlebenden britischen Offizieren in Anerkennung ihrer Tapferkeit ihre Degen zurückzugeben, und der Fürsorge für die Verwundeten, gewann Macdonough auch die Hochachtung seiner Gegner.
Der Sieg von Macdonoughs Verband hatte kriegsentscheidende Bedeutung. Gegen den Rat seiner Generäle brach Prevost nach unbedeutenden Scharmützeln an Land den Vorstoß in die USA ab und zog sich nach Kanada zurück. Dieser Misserfolg, der Ansprüchen Großbritanniens auf territoriale Zugeständnisse der USA an der Grenze zu Kanada die Grundlage entzog, machte den Weg frei für den Abschluss des Friedens von Gent am 24. Dezember 1814, der auf der Basis des Status quo erfolgte.
Macdonough wurde vom Kongress geehrt und zum Kapitän befördert. Nach dem Ende des Kriegs war er zunächst drei Jahre lang Kommandeur der Marinebasis von Portsmouth und erhielt dann im April 1818 trotz einer Tuberkuloseerkrankung das Kommando über die im Mittelmeer stationierte 44-Kanonen-Fregatte Guerriere, im selben Jahr bis 1823 das über das noch in New York im Bau befindliche 74-Kanonen-Linienschiff Ohio. Nach verschiedenen Gesuchen um eine Verwendung auf See bekam Macdonough 1824 die Fregatte Constitution (44 Kanonen), mit der er im Mittelmeer stationiert war, musste aber am 14. Oktober 1825 aufgrund seiner sich verschlechternden Gesundheit auf das Kommando verzichten. Er starb an Bord der nach New York segelnden Edwin am 10. November 1825 auf See in der Nähe von Gibraltar und wurde später in Middletown beigesetzt.
Mehrere Schiffe der US Navy erhielten den Namen USS Macdonough, ebenso die Städte McDonough (Georgia), McDonough (New York) sowie das McDonough County (Illinois). Er wurde auch mit einer Briefmarke geehrt.